# Nuporanga
Nuporanga là một đô thị ở bang São Paulo của Brasil. Đô thị này nằm ở vĩ độ 20º43'51" độ vĩ nam và kinh độ 47º43'50" oeste. Dân số năm 2004 ước tính là 6.576 người.

## Địa lý
Đô thị này có diện tích 346,982 km².

## Thông tin nhân khẩu
Dữ liệu dân số theo điều tra dân số năm 2000
Tổng dân số: 6.309
- Dân số thành thị: 5.073
- Dân số nông thôn: 1.236
- Nam giới: 3.200
- Nữ giới: 3.109

Mật độ dân số (người/km²): 18,18
Tỷ lệ tử vong trẻ sơ sinh dưới 1 tuổi (trên một triệu người): 19,09
Tuổi thọ bình quân (tuổi): 69,58
Tỷ lệ sinh (số trẻ trên mỗi bà mẹ): 2,05
Tỷ lệ biết đọc biết viết: 92,25%
Chỉ số phát triển con người (HDI-M): 0,784
- Chỉ số phát triển con người - Thu nhập: 0,724
- Chỉ số phát triển con người - Tuổi thọ: 0,743
- Chỉ số phát triển con người - Giáo dục: 0,885

(Nguồn: IPEADATA)

### Sông ngòi
- Sông Sapucaí
- Ribeirão do Agudo

### Các xa lộ
- SP-351